# Bob-Weltcup 2017/18
Der Bob-Weltcup 2017/18 begann am 9. November 2017 in Lake Placid und endete am 21. Januar 2018 am Königssee. Der Weltcup umfasste acht Stationen in Nordamerika und Europa und wurde parallel zum Skeleton-Weltcup 2017/18 ausgetragen. Veranstaltet wurde die Rennserie von der International Bobsleigh & Skeleton Federation (IBSF). Der Höhepunkt der Saison waren die Olympischen Winterspiele 2018 vom 9. bis 25. Februar 2018 in Pyeongchang.
Als Unterbau zum Weltcup fungierten der Europacup und der Nordamerikacup. Die Ergebnisse aller Rennserien flossen in das IBSF Bob-Ranking 2017/18 ein.

## Weltcupkalender
| #  | Datum                 | Land               | Ort              | Wettkampfstätte                      | 2er F | 2er M | 4er |
| -- | --------------------- | ------------------ | ---------------- | ------------------------------------ | ----- | ----- | --- |
| 1  | 9.–10. November 2017  | Vereinigte Staaten | Lake Placid      | Olympia-Bobbahn Mount Van Hoevenberg | ●     | ●●    |     |
| 2  | 17.–18. November 2017 | Vereinigte Staaten | Park City        | Utah Olympic Park Track              | ●     |       | ●●  |
| 3  | 24.–25. November 2017 | Kanada             | Whistler         | Whistler Sliding Centre              | ●     | ●     | ●   |
| 4  | 9.–10. Dezember 2017  | Deutschland        | Winterberg       | Veltins-Eisarena                     | ●     | ●     | ●   |
| 5  | 16.–17. Dezember 2017 | Österreich         | Innsbruck-Igls 1 | Olympia Eiskanal Innsbruck-Igls      | ●     | ●     | ●   |
| 6  | 6.–7. Januar 2018     | Deutschland        | Altenberg        | Rennschlitten- und Bobbahn Altenberg | ●     | ●     | ●   |
| 7  | 13.–14. Januar 2018   | Schweiz            | St. Moritz       | Olympia Bob Run St. Moritz–Celerina  | ●     | ●     | ●   |
| 8  | 20.–21. Januar 2018   | Deutschland        | Königssee        | Kunsteisbahn Königssee               | ●     | ●     | ●   |
| OG | 9.–25. Februar 2018   | Südkorea           | Pyeongchang      | Olympic Sliding Centre               | ●     | ●     | ●   |

## Einzelergebnisse der Weltcupsaison 2017/18
| 1. Weltcup in Lake Placid, 9.–10. November 2017 | 1. Weltcup in Lake Placid, 9.–10. November 2017 | 1. Weltcup in Lake Placid, 9.–10. November 2017 | 1. Weltcup in Lake Placid, 9.–10. November 2017 | 1. Weltcup in Lake Placid, 9.–10. November 2017 |
| ----------------------------------------------- | ----------------------------------------------- | ----------------------------------------------- | ----------------------------------------------- | ----------------------------------------------- |
| Disziplin                                       | Erster Platz                                    | Zweiter Platz                                   | Dritter Platz                                   |                                                 |
| Zweierbob Frauen                                | Kaillie Humphries Melissa Lotholz               | Elana Meyers Taylor Lauren Gibbs                | Stephanie Schneider Lisa Buckwitz               |                                                 |
| Zweierbob Männer                                | Nico Walther Christian Poser                    | Nick Cunningham Ryan Bailey                     | Codie Bascue Carlo Valdes                       |                                                 |
| Zweierbob Männer                                | Codie Bascue Samuel McGuffie                    | Justin Kripps Alexander Kopacz                  | Justin Olsen Evan Weinstock                     |                                                 |

| 2. Weltcup in Park City, 17.–18. November 2017 | 2. Weltcup in Park City, 17.–18. November 2017                               | 2. Weltcup in Park City, 17.–18. November 2017                        | 2. Weltcup in Park City, 17.–18. November 2017                           | 2. Weltcup in Park City, 17.–18. November 2017 |
| ---------------------------------------------- | ---------------------------------------------------------------------------- | --------------------------------------------------------------------- | ------------------------------------------------------------------------ | ---------------------------------------------- |
| Disziplin                                      | Erster Platz                                                                 | Zweiter Platz                                                         | Dritter Platz                                                            |                                                |
| Zweierbob Frauen                               | Jamie Greubel Poser Lauren Gibbs                                             | Kaillie Humphries Melissa Lotholz                                     | Elana Meyers Taylor LoLo Jones                                           |                                                |
| Viererbob                                      | DeutschlandNico Walther Kevin Kuske Christian Poser Eric Franke              | KanadaJustin Kripps Lascelles Brown Benjamin Coakwell Neville Wright  | KanadaChris Spring Jesse Lumsden Alexander Kopacz Oluseyi Smith          |                                                |
| Viererbob                                      | DeutschlandJohannes Lochner Marc Rademacher Christopher Weber Christian Rasp | Vereinigte StaatenCodie Bascue Nathan Weber Carlo Valdes Sam McGuffie | Vereinigtes KönigreichBrad Hall Bruce Tasker Joel Fearon Gregory Cackett |                                                |

| 3. Weltcup in Whistler, 24.–25. November 2017 | 3. Weltcup in Whistler, 24.–25. November 2017                            | 3. Weltcup in Whistler, 24.–25. November 2017                | 3. Weltcup in Whistler, 24.–25. November 2017                    | 3. Weltcup in Whistler, 24.–25. November 2017 |
| --------------------------------------------- | ------------------------------------------------------------------------ | ------------------------------------------------------------ | ---------------------------------------------------------------- | --------------------------------------------- |
| Disziplin                                     | Erster Platz                                                             | Zweiter Platz                                                | Dritter Platz                                                    |                                               |
| Zweierbob Frauen                              | Kaillie Humphries Melissa Lotholz                                        | Jamie Greubel Poser Aja Evans                                | Elana Meyers Taylor Kehri Jones                                  |                                               |
| Zweierbob Männer                              | Chris Spring Neville Wright                                              | Justin Kripps Alexander Kopacz                               | Oskars Melbārdis Daumants Dreiškens                              |                                               |
| Viererbob                                     | Vereinigtes Königreich 1Lamin Deen Ben Simons Toby Olubi Andrew Matthews | DeutschlandNico Walther Kevin Kuske Kevin Korona Eric Franke | KanadaJustin Kripps Jesse Lumsden Alexander Kopacz Oluseyi Smith |                                               |

| 4. Weltcup in Winterberg, 9.–10. Dezember 2017 | 4. Weltcup in Winterberg, 9.–10. Dezember 2017                            | 4. Weltcup in Winterberg, 9.–10. Dezember 2017                     | 4. Weltcup in Winterberg, 9.–10. Dezember 2017                                | 4. Weltcup in Winterberg, 9.–10. Dezember 2017 |
| ---------------------------------------------- | ------------------------------------------------------------------------- | ------------------------------------------------------------------ | ----------------------------------------------------------------------------- | ---------------------------------------------- |
| Disziplin                                      | Erster Platz                                                              | Zweiter Platz                                                      | Dritter Platz                                                                 |                                                |
| Zweierbob Frauen                               | Stephanie Schneider Lisa Buckwitz                                         | Elana Meyers Taylor Lauren Gibbs                                   | Mariama Jamanka Annika Drazek                                                 |                                                |
| Zweierbob Männer                               | Clemens Bracher Michael Kuonen                                            | Chris Spring Neville Wright Francesco Friedrich Thorsten Margis    |                                                                               |                                                |
| Viererbob                                      | DeutschlandJohannes Lochner Joshua Bluhm Christopher Weber Christian Rasp | DeutschlandNico Walther Marko Hübenbecker Kevin Korona Eric Franke | DeutschlandFrancesco Friedrich Jannis Bäcker Martin Grothkopp Thorsten Margis |                                                |

| 5. Weltcup und Europameisterschaft in Igls, 16.–17. Dezember 2017 | 5. Weltcup und Europameisterschaft in Igls, 16.–17. Dezember 2017       | 5. Weltcup und Europameisterschaft in Igls, 16.–17. Dezember 2017 | 5. Weltcup und Europameisterschaft in Igls, 16.–17. Dezember 2017           | 5. Weltcup und Europameisterschaft in Igls, 16.–17. Dezember 2017 |
| ----------------------------------------------------------------- | ----------------------------------------------------------------------- | ----------------------------------------------------------------- | --------------------------------------------------------------------------- | ----------------------------------------------------------------- |
| Disziplin                                                         | Erster Platz                                                            | Zweiter Platz                                                     | Dritter Platz                                                               |                                                                   |
| Zweierbob Frauen                                                  | Stephanie Schneider Annika Drazek                                       | Elana Meyers Taylor Kehri Jones                                   | Mariama Jamanka Lisa Buckwitz                                               |                                                                   |
| Zweierbob Männer                                                  | Francesco Friedrich Thorsten Margis                                     | Justin Kripps Jesse Lumsden                                       | Clemens Bracher Michael Kuonen                                              |                                                                   |
| Viererbob                                                         | DeutschlandJohannes Lochner Joshua Bluhm Marc Rademacher Christian Rasp | KanadaJustin Kripps Alexander Kopacz Jesse Lumsden Oluseyi Smith  | DeutschlandFrancesco Friedrich Candy Bauer Martin Grothkopp Thorsten Margis |                                                                   |

| 6. Weltcup in Altenberg, 6.–7. Januar 2018 | 6. Weltcup in Altenberg, 6.–7. Januar 2018                      | 6. Weltcup in Altenberg, 6.–7. Januar 2018                                  | 6. Weltcup in Altenberg, 6.–7. Januar 2018                          | 6. Weltcup in Altenberg, 6.–7. Januar 2018 |
| ------------------------------------------ | --------------------------------------------------------------- | --------------------------------------------------------------------------- | ------------------------------------------------------------------- | ------------------------------------------ |
| Disziplin                                  | Erster Platz                                                    | Zweiter Platz                                                               | Dritter Platz                                                       |                                            |
| Zweierbob Frauen                           | Kaillie Humphries Phylicia George                               | Jamie Greubel Poser Aja Evans                                               | Anna Köhler Annika Drazek                                           |                                            |
| Zweierbob Männer                           | Justin Kripps Alexander Kopacz                                  | Francesco Friedrich Martin Grothkopp                                        | Oskars Ķibermanis Matīss Miknis                                     |                                            |
| Viererbob                                  | DeutschlandNico Walther Kevin Kuske Christian Poser Eric Franke | DeutschlandFrancesco Friedrich Candy Bauer Martin Grothkopp Thorsten Margis | LettlandOskars Ķibermanis Jānis Jansons Matīss Miknis Intars Dambis |                                            |

| 7. Weltcup in St. Moritz, 13.–14. Januar 2018 | 7. Weltcup in St. Moritz, 13.–14. Januar 2018                            | 7. Weltcup in St. Moritz, 13.–14. Januar 2018                               | 7. Weltcup in St. Moritz, 13.–14. Januar 2018                   | 7. Weltcup in St. Moritz, 13.–14. Januar 2018 |
| --------------------------------------------- | ------------------------------------------------------------------------ | --------------------------------------------------------------------------- | --------------------------------------------------------------- | --------------------------------------------- |
| Disziplin                                     | Erster Platz                                                             | Zweiter Platz                                                               | Dritter Platz                                                   |                                               |
| Zweierbob Frauen                              | Elana Meyers Taylor LoLo Jones                                           | Mariama Jamanka Annika Drazek                                               | Stephanie Schneider Lisa Buckwitz                               |                                               |
| Zweierbob Männer                              | Nico Walther Christian Poser                                             | Francesco Friedrich Thorsten Margis                                         | Johannes Lochner Christopher Weber                              |                                               |
| Viererbob                                     | DeutschlandJohannes Lochner Joshua Bluhm Sebastian Mrowka Christian Rasp | DeutschlandFrancesco Friedrich Candy Bauer Martin Grothkopp Thorsten Margis | KanadaChris Spring Bryan Barnett Lascelles Brown Neville Wright |                                               |

| 8. Weltcup in Königssee, 20.–21. Januar 2018 | 8. Weltcup in Königssee, 20.–21. Januar 2018                      | 8. Weltcup in Königssee, 20.–21. Januar 2018                                                                                                | 8. Weltcup in Königssee, 20.–21. Januar 2018 | 8. Weltcup in Königssee, 20.–21. Januar 2018 |
| -------------------------------------------- | ----------------------------------------------------------------- | --- | -------------------------------------------- | -------------------------------------------- |
| Disziplin                                    | Erster Platz                                                      | Zweiter Platz | Dritter Platz                                |                                              |
| Zweierbob Frauen                             | Stephanie Schneider Annika Drazek                                 | Kaillie Humphries Phylicia George | Elana Meyers Taylor Lauren Gibbs             |                                              |
| Zweierbob Männer                             | Francesco Friedrich Thorsten Margis                               | Johannes Lochner Christopher Weber | Justin Kripps Alexander Kopacz               |                                              |
| Viererbob                                    | DeutschlandNico Walther Kevin Kuske Alexander Rödiger Eric Franke | LettlandOskars Melbārdis Daumants Dreiškens Arvis Vilkaste Jānis Strenga ÖsterreichBenjamin Maier Kilian Walch Markus Sammer Dănuț Moldovan | –                                            |                                              |

## Gesamtwertungen

### Frauen Zweierbob
| Rang | Pilotin                      | LPC | PC | WHI | WIB | IG | AB | STM | KÖN | Punkte |
| ---- | ---------------------------- | --- | -- | --- | --- | -- | -- | --- | --- | ------ |
| 01.  | Kaillie Armbruster Humphries | 01  | 02 | 01  | 04  | 04 | 01 | 09  | 02  | 1631   |
| 02.  | Elana Meyers Taylor          | 02  | 03 | 03  | 02  | 02 | 11 | 01  | 03  | 1591   |
| 03.  | Mariama Jamanka              | 05  | 06 | 04  | 03  | 03 | 05 | 02  | 04  | 1538   |
| 04.  | Jamie Greubel Poser          | 04  | 01 | 02  | 06  | 06 | 02 | 11  | 07  | 1493   |
| 05.  | Stephanie Schneider          | 03  | 04 | 20  | 01  | 01 | 0  | 03  | 01  | 1335   |
| 06.  | Alysia Rissling              | 07  | 07 | 07  | 16  | 07 | 10 | 04  | 05  | 1288   |
| 07.  | Anna Köhler                  | 12  | 08 | 14  | 08  | 05 | 03 | 17  | 12  | 1160   |
| 08.  | Nadeschda Sergejewa          | 11  | 15 | 05  | 17  | 14 | 08 | 10  | 05  | 1112   |
| 09.  | Sabina Hafner                | 15  | 17 | 10  | 12  | 16 | 07 | 06  | 08  | 1064   |
| 10.  | Christine de Bruin           | 06  | 11 | 09  | 21  | 09 | 13 | 14  | 14  | 1022   |
| 11.  | Elfje Willemsen              | 13  | 08 | 19  | 09  | 19 | 06 | 08  | 15  | 1020   |
| 12.  | Mica Mcneill                 | 08  | 13 | 05  | 20  | 10 | 20 | 07  | 17  | 1000   |
| 13.  | Christina Baumann-Hengster   | 0   | 10 | 08  | 14  | 15 | 04 | 16  | 09  | 0960   |
| 14.  | Alexandra Rodionowa          | 10  | 14 | 11  | 13  | 12 | 09 | 20  | 21  | 0922   |
| 15.  | Brittany Reinbolt            | 09  | 05 | 12  | 19  | 08 | –  | 15  | –   | 0802   |
| 16.  | An Vannieuwenhuyse           | 16  | 12 | 23  | 10  | 18 | 12 | 19  | 18  | 0780   |
| 17.  | Maria Adela Constantin       | 14  | 18 | 13  | 15  | –  | 15 | 12  | 16  | 0744   |
| 18.  | Jazmine Fenlator-Victorian   | –   | –  | –   | 07  | 11 | 18 | 13  | 11  | 0640   |
| 19.  | Katrin Beierl                | –   | –  | –   | 05  | 13 | 14 | 18  | 12  | 0652   |
| 20.  | Andreea Grecu                | 17  | 16 | 17  | 11  | 17 | –  | 22  | 20  | 0620   |
| 21.  | Maria Oshigiri               | 19  | 19 | 16  | 22  | 20 | 17 | 21  | 19  | 0592   |
| 22.  | Konomi Asazu                 | 18  | 20 | 21  | 23  | 21 | 16 | 23  | 22  | 0524   |
| 23.  | Martina Fontanive            | –   | –  | –   | 18  | –  | 19 | 05  | 10  | 0482   |
| 24.  | Seonhye Lee                  | –   | –  | 15  | –   | –  | –  | –   | –   | 0104   |
| 25.  | Heather Suzanne Paes         | –   | –  | 18  | –   | –  | –  | –   | –   | 1280   |
| 26.  | Kim Yoo-ran                  | –   | –  | 22  | –   | –  | –  | –   | –   | 1256   |

### Männer Zweierbob
| Rang | Pilot                   | LPC1     | LPC2     | WHI      | WIB      | IG       | AB       | STM      | KÖN      | Punkte   |
| ---- | ----------------------- | -------- | -------- | -------- | -------- | -------- | -------- | -------- | -------- | -------- |
| 01.  | Justin Kripps           | 04       | 02       | 02       | 04       | 02       | 01       | 04       | 03       | 1631     |
| 02.  | Francesco Friedrich     | 09       | 09       | 12       | 02       | 01       | 02       | 02       | 01       | 1512     |
| 03.  | Chris Spring            | 07       | 05       | 01       | 02       | 06       | 11       | 07       | 17       | 1355     |
| 04.  | Oskars Ķibermanis       | 08       | 08       | 09       | 07       | 08       | 03       | 06       | 06       | 1352     |
| 05.  | Nico Walther            | 01       | 09       | 06       | 08       | 11       | -        | 01       | 04       | 1266     |
| 06.  | Johannes Lochner        | 11       | 06       | 20       | 15       | 04       | 06       | 03       | 02       | 1262     |
| 07.  | Rico Peter              | 05       | 07       | 04       | 13       | 15       | 07       | 08       | 14       | 1208     |
| 08.  | Oskars Melbardis        | 13       | 11       | 03       | 09       | 09       | 20       | 13       | 05       | 1132     |
| 09.  | Nick Poloniato          | 12       | 16       | 06       | 05       | -        | 04       | 08       | 10       | 1112     |
| 10.  | Benjamin Maier          | 15       | 20       | 16       | 06       | 10       | 09       | 10       | 07       | 1052     |
| 11.  | Alexei Stulnew          | 17       | 19       | 08       | 11       | 16       | 05       | 05       | 16       | 1018     |
| 12.  | Codie Bascue            | 03       | 01       | 15       | 18       | 07       | 17       | 19       | 22       | 0995     |
| 13.  | Ugis Zalims             | 16       | 15       | 18       | 10       | 23       | 11       | 11       | 08       | 0906     |
| 14.  | Nick Cunningham         | 02       | 04       | 10       | 17       | 05       | –        | –        | –        | 0818     |
| 15.  | Justin Olsen            | 06       | 03       | –        | 21       | 13       | –        | 14       | 19       | 0744     |
| 16.  | Maxim Andrianow         | 20       | 17       | 14       | 16       | 20       | 10       | 23       | 21       | 0688     |
| 17.  | Clemens Bracher         | –        | –        | –        | 01       | 03       | –        | 16       | 09       | 0673     |
| 18.  | Brad Hall               | 18       | 0        | 12       | 23       | 18       | 13       | 17       | 14       | 0658     |
| 19.  | Romain Heinrich         | –        | –        | –        | 22       | 14       | 15       | 15       | 13       | 0496     |
| 20.  | Markus Treichl          | –        | –        | –        | 20       | 16       | 16       | 18       | 12       | 0468     |
| 21.  | Mateusz Luty            | –        | –        | –        | 14       | 21       | 08       | 12       | –        | 0462     |
| 22.  | Won Yun-jong            | 10       | 13       | 05       | –        | –        | –        | –        | –        | 0448     |
| 23.  | Dominik Dvořák          | –        | –        | –        | 12       | 12       | 14       | –        | 18       | 0448     |
| 24.  | Ivo de Bruin            | 19       | 22       | 19       | 25       | 0        | –        | 21       | 11       | 0442     |
| 25.  | Rudy Rinaldi            | 14       | 14       | 21       | –        | 22       | –        | –        | –        | 0342     |
| 26.  | Simone Bertazzo         | 21       | 23       | 24       | 26       | –        | 19       | 22       | –        | 0323     |
| 27.  | Jan Vrba                | –        | –        | –        | 19       | –        | 18       | 24       | 20       | 0267     |
| 28.  | Loic Costerg            | 24       | 21       | 11       | –        | –        | –        | –        | –        | 0243     |
| 29.  | Bruce Tasker            | 25       | 24       | 26       | 24       | 19       | –        | –        | –        | 0240     |
| 30.  | Kim Dong-hyun           | 23       | 18       | 17       | –        | –        | –        | –        | –        | 0218     |
| 31.  | Beat Hefti              | 22       | 16       | 22       | –        | –        | –        | –        | –        | 0208     |
| 32.  | Patrick Baumgartner     | 26       | 25       | 25       | 29       | –        | 0        | –        | –        | 0140     |
| 33.  | Lucas Mata              | –        | –        | –        | –        | –        | –        | 20       | –        | 1268     |
| 34.  | Hunter Church           | –        | –        | 23       | –        | –        | –        | –        | –        | 1450     |
| 35.  | Vuk Rađenović           | –        | –        | –        | 27       | –        | –        | –        | –        | 1232     |
| 36.  | Dorin Alexandru Grigore | –        | –        | –        | 28       | –        | –        | –        | –        | 1228     |
| 37.  | Lamin Deen              | –        | –        | –        | –        | –        | 0        | –        | –        | 1220     |
| 35.  | Alexander Kassjanow     | DSQ (11) | DSQ (18) | DSQ 0(4) | DSQ 0(6) | DSQ (15) | DSQ 0(7) | DSQ (16) | DSQ (21) | DSQ 1014 |

### Männer Viererbob
| Rang     | Pilot                   | PC1      | PC2      | WHI      | WB       | IG       | AB       | STM      | KÖN      | Punkte     |
| -------- | ----------------------- | -------- | -------- | -------- | -------- | -------- | -------- | -------- | -------- | ---------- |
| 01.      | Johannes Lochner        | 04       | 01       | 04       | 01       | 01       | 05       | 01       | 04       | 1660       |
| 02.      | Francesco Friedrich     | 09       | 04       | 11       | 03       | 03       | 02       | 02       | 06       | 1475       |
| 03.      | Justin Kripps           | 02       | 08       | 03       | 04       | 02       | 04       | 15       | 07       | 1436       |
| 04.      | Nico Walther            | 01       | 09       | 02       | 02       | 05       | 01       | 0        | 01       | 1431       |
| 05.      | Oskars Melbardis        | 04       | 07       | 13       | 11       | 04       | 06       | 09       | 02       | 1346       |
| 06.      | Christopher Spring      | 03       | 05       | 12       | 05       | 12       | 12       | 03       | 08       | 1312       |
| 07.      | Oskars Ķibermanis       | 15       | 12       | 09       | 05       | 07       | 03       | 05       | 05       | 1304       |
| 08.      | Codie Bascue            | 07       | 02       | 07       | 10       | 10       | 08       | 06       | 12       | 1298       |
| 09.      | Benjamin Maier          | 14       | 13       | 14       | 05       | 08       | 11       | 04       | 02       | 1126       |
| 10.      | Lamin Deen              | 08       | 06       | 01       | 08       | 15       | 09       | 18       | 18       | 1137       |
| 11.      | Brad Hall               | 21       | 03       | 08       | 12       | 12       | 14       | 10       | 21       | 0996       |
| 12.      | Rico Peter              | 13       | 22       | 06       | 08       | 09       | 22       | 13       | 13       | 0960       |
| 13.      | Alexei Stulnew          | 11       | 18       | 15       | 20       | 06       | 18       | 12       | 10       | 0916       |
| 14.      | Loic Costerg            | 16       | 16       | 05       | 13       | 14       | 20       | 07       | 20       | 0912       |
| 15.      | Nick Poloniato          | 05       | 10       | 15       | 15       | 18       | 19       | 0        | 17       | 0826       |
| 16.      | Maxim Andrianow         | 20       | 20       | 19       | 17       | 07       | 14       | 14       | –        | 0826       |
| 17.      | Ivo de Bruin            | 18       | 17       | 16       | 24       | 20       | –        | 16       | 15       | 0577       |
| 18.      | Simone Bertazzo         | 19       | 19       | 18       | 14       | –        | 09       | 19       | –        | 0566       |
| 19.      | Justin Olsen            | 0        | 14       | –        | 22       | 18       | –        | 11       | 09       | 0676       |
| 20.      | Markus Treichl          | –        | –        | –        | 23       | 17       | 13       | 20       | 11       | 0462       |
| 21.      | Nick Cunningham         | 11       | 15       | –        | 19       | 22       | –        | –        | –        | 0370       |
| 22.      | Clemens Bracher         | –        | –        | –        | 16       | 21       | –        | 17       | 16       | 0342       |
| 23.      | Dominik Dvořák          | –        | –        | –        | 20       | 19       | 16       | –        | 19       | 0312       |
| 24.      | Patrick Baumgartner     | 22       | 23       | 17       | 26       | –        | 21       | –        | –        | 0292       |
| 25.      | Won Yun-jong            | 10       | 10       | –        | –        | –        | –        | –        | –        | 0288       |
| 26.      | Mateusz Luty            | –        | –        | –        | 18       | 23       | 17       | 21       | –        | 0280       |
| 27.      | Beat Hefti              | 17       | 21       | 20       | –        | –        | –        | –        | –        | 0218       |
| 28.      | Jan Vrba                | –        | –        | –        | 25       | –        | 15       | 22       | 0        | 0200       |
| 29.      | Rudy Rinaldi            | –        | –        | –        | –        | 0        | –        | 08       | –        | 0160       |
| 30.      | Dorin Alexandru Grigore | –        | –        | –        | 27       | –        | –        | –        | 22       | 1288       |
| 31.      | Hunter Church           | –        | –        | 21       | –        | –        | –        | –        | –        | 1262       |
| 32.      | Maria Adela Constantin  | –        | –        | –        | –        | –        | –        | –        | 23       | 1250       |
| 33.      | Lucas Mata              | –        | –        | –        | –        | –        | –        | 23       | –        | 1250       |
| 34.      | Elana Meyers Taylor     | –        | –        | –        | –        | 24       | –        | –        | –        | 1245       |
| 35.      | Vuk Rađenović           | –        | –        | –        | 28       | –        | –        | –        | –        | 1228       |
| DSQ (9.) | Alexander Kasjanow      | DSQ (10) | DSQ (11) | DSQ 0(1) | DSQ 0(8) | DSQ 0(8) | DSQ 0(6) | DSQ (15) | DSQ (14) | DSQ (1217) |

### Männer Kombination
Für die Wertung der Kombination werden die Punkte aus den Ergebnissen des Zweier- und Viererbobs addiert.
| Rang     | Pilot                   | 2er        | 4er        | Gesamtpunkte | Punkte (alt) |
| -------- | ----------------------- | ---------- | ---------- | ------------ | ------------ |
| 01.      | Justin Kripps           | 1631       | 1436       | 3067         | 3051         |
| 02.      | Francesco Friedrich     | 1512       | 1476       | 2988         | 2972         |
| 03.      | Johannes Lochner        | 1262       | 1660       | 2922         | 2892         |
| 04.      | Nico Walther            | 1266       | 1431       | 2697         | 2671         |
| 05.      | Christopher Spring      | 1355       | 1312       | 2667         | 2635         |
| 06.      | Oskars Ķibermanis       | 1352       | 1304       | 2656         | 2616         |
| 07.      | Oskars Melbardis        | 1132       | 1346       | 2478         | 2432         |
| 08.      | Benjamin Maier          | 1052       | 1226       | 2278         | 2200         |
| 09.      | Codie Bascue            | 0955       | 1298       | 2253         | 2227         |
| 10.      | Rico Peter              | 1208       | 0960       | 2168         | 2092         |
| 11.      | Nick Poloniato          | 1112       | 0826       | 1938         | 1940         |
| 12.      | Alexei Stulnew          | 1018       | 0916       | 1934         | 1862         |
| 13.      | Brad Hall               | 0658       | 0996       | 1654         | 1569         |
| 14.      | Maxim Andrianow         | 0688       | 0826       | 1514         | 1423         |
| 15.      | Justin Olsen            | 0744       | 0536       | 1280         | 1254         |
| 16.      | Nick Cunningham         | 0818       | 0370       | 1188         | 1144         |
| 17.      | Loic Costerg            | 0243       | 0912       | 1155         | 1084         |
| 18.      | Lamin Deen              | 0          | 01137      | 1137         | 1086         |
| 19.      | Ivo de Bruin            | 0442       | 0577       | 1019         | 0942         |
| 20.      | Clemens Bracher         | 0673       | 0342       | 1015         | 0985         |
| 21.      | Markus Treichl          | 0468       | 0462       | 0930         | 0875         |
| 22.      | Simone Bertazzo         | 0323       | 0556       | 0879         | 0817         |
| 23.      | Dominik Dvořák          | 0448       | 0312       | 0760         | 0718         |
| 24.      | Mateusz Luty            | 0462       | 0280       | 0742         | 0689         |
| 25.      | Won Yun-jong            | 0448       | 0288       | 0736         | 0720         |
| 26.      | Rudy Rinaldi            | 0342       | 0160       | 0502         | 0482         |
| 27.      | Jan Vrba                | 0267       | 0200       | 0467         | 0427         |
| 28.      | Patrick Baumgartner     | 0140       | 0292       | 0432         | 0387         |
| 29.      | Beat Hefti              | 0208       | 0218       | 0426         | 0394         |
| 30.      | Lucas Mata              | 0068       | 0050       | 0118         | 0102         |
| 31.      | Dorin Alexandru Grigore | 0028       | 0088       | 0116         | 0102         |
| 32.      | Hunter Church           | 0050       | 0062       | 0112         | 0101         |
| 33.      | Vuk Rađenović           | 0032       | 0028       | 0060         | 0052         |
| DSQ (9.) | Alexander Kasjanow      | DSQ (1014) | DSQ (1217) | 0000         | DSQ (2231)   |